# Liste der Einträge im National Register of Historic Places im McLennan County
Die Liste der Registered Historic Places im McLennan County führt alle Bauwerke und historischen Stätten im texanischen McLennan County auf, die in das National Register of Historic Places aufgenommen wurden.

## Aktuelle Einträge
| Lfd. Nr. | Name im NRHP                                             | Bild | Datum der Eintragung | Adresse/Lage                                                          | Ort      | NRHP-ID  | Beschreibung |
| -------- | -------------------------------------------------------- | ---- | -------------------- | --------------------------------------------------------------------- | -------- | -------- | ------------ |
| 1        | Artesian Manufacturing and Bottling Company Building     |      | 26. Mai 1983         | 300 S. 5th St.                                                        | Waco     | 83003152 |              |
| 2        | Brown-Mann House                                         |      | 22. Okt. 1987        | 725 W. Sixth St.                                                      | McGregor | 87001887 |              |
| 3        | Castle Heights Historic District                         |      | 17. Nov. 2009        | Roughly bounded by Waco Dr., Oriental Rd., Franklin Ave. and 39th St. | Waco     | 07000495 |              |
| 4        | Earle-Napier-Kinnard House                               |      | 11. März 1971        | 814 S. 4th St.                                                        | Waco     | 71001017 |              |
| 5        | Forsgard Homestead                                       |      | 13. Nov. 2003        | 1116–1122 N. 4th St.                                                  | Waco     | 03001161 |              |
| 6        | Fort House                                               |      | 15. Okt. 1970        | 503 E. 4th St.                                                        | Waco     | 70000849 |              |
| 7        | Hippodrome                                               |      | 28. Apr. 1983        | 724 Austin Ave.                                                       | Waco     | 83003153 |              |
| 8        | John Wesley Mann House                                   |      | 19. Apr. 1972        | 100 Mill St.                                                          | Waco     | 72001466 |              |
| 9        | Madison Cooper House                                     |      | 8. Juli 1982         | 1801 Austin Ave.                                                      | Waco     | 82004514 |              |
| 10       | McClennan County Courthouse                              |      | 14. Dez. 1978        | Public Sq.                                                            | Waco     | 78003095 |              |
| 11       | McCulloch House                                          |      | 14. Sep. 1972        | 406 Columbus Ave.                                                     | Waco     | 72001467 |              |
| 12       | McDermott Motors Building                                |      | 14. Jan. 2004        | 1125 Washington Ave.                                                  | Waco     | 03001415 |              |
| 13       | Praetorian Building                                      |      | 26. Juli 1984        | 601 Franklin Ave.                                                     | Waco     | 84001911 |              |
| 14       | Rotan-Dossett House                                      |      | 29. Jan. 1979        | 1503 Columbus Ave.                                                    | Waco     | 79003151 |              |
| 15       | Texas Textile Mills-L. L. Sams Company Historic District |      | 13. Dez. 2004        | 2100 River St.                                                        | Waco     | 03000807 |              |
| 16       | Torrey's Trading House No. 2 Site                        |      | 5. Juni 1975         | Address Restricted                                                    | Waco     | 75002074 |              |
| 17       | Veterans Administration Hospital Historic District       |      | 18. Juli 1994        | 4800 Memorial Dr.                                                     | Waco     | 94000672 |              |
| 18       | Waco Drug Company                                        |      | 24. März 2008        | 225 S. 5th St.                                                        | Waco     | 08000241 |              |
| 19       | Waco High School                                         |      | 17. März 2009        | 815 Columbus                                                          | Waco     | 09000140 |              |
| 20       | Waco Suspension Bridge                                   |      | 22. Juni 1970        | At Bridge St., over the Brazos River                                  | Waco     | 70000850 |              |
| 21       | Washington Avenue Bridge                                 |      | 20. Feb. 1998        | Washington and wlm Aves. across Brazos River                          | Waco     | 98000143 |              |